# Bitka golih mož (gravura)
Bitka golih mož, verjetno iz leta 1465–1475, je grafika florentinskega zlatarja, kiparja in slikarja Antonia del Pollaiuola, ki je eden najpomembnejših starih mojstrskih grafikov italijanske renesanse. Grafika je velika 42,4 x 60,9 cm, na njej je pet moških z naglavnimi trakovi in pet moških brez, ki se v parih z orožjem borijo med seboj, z ozadjem iz gostega rastlinja.
Vse figure so postavljene v različnih napetih in atletskih položajih, tisk pa je v tem pogledu napredoval. Slog je klasičen, čeprav se močno pačijo in je njihova muskulatura močno poudarjena. Dve figuri, ki sta najbližji sprednji strani slikovnega prostora, sta v bistvu v isti pozi, gledano od spredaj in zadaj; eden od namenov grafike je bil, da umetnikom predstavijo poze za kopiranje. Za modeliranje teles je bila uporabljena učinkovita in v veliki meri izvirna tehnika gravure.

## Kontekst in sprejem
Giorgio Vasari, ki graviranje zelo pohvali, pravi, da je Pollaiuolo naredil tudi druge grafike, vendar nobena ni ohranjena. Glede na redkost te ima Vasari lahko prav, čeprav je pisal mnogo desetletij kasneje.
Tako kot Andrea Mantegna, prevladujoči italijanski grafik tistega časa s sedežem večinoma v Mantovi, predlagajo, da Pollaiuolo plošče morda ni graviral sam, ampak je za njihovo zasnovo najel strokovnjaka. Vendar to ostaja stališče manjšine. Graviranje je bilo bistveno zlatarsko znanje, Pollaiuolova delavnica pa je izdelovala niello gravirane plošče. Ocene datacije gravure se gibajo od približno 1465 do približno 1489. Tako kot pri najbolj znanih grafikah tega obdobja so bile številne neposredne kopije narejene v gravuri in v lesorezu , vključno s tisto, ki jo je izdelal Johannes iz Frankfurta približno leta 1490 in so si jo pogosto izposojali in posnemali, na primer na risbi verjetno Rafaela. To je prvi odtis, ki je bil podpisan s polnim imenom umetnika (na ploščici na levi zadnji strani), v nasprotju z začetnicami ali monogrami, ki so jih uporabljali številni grafiki.
Grafika se očitno sklicuje na delo Mantegne, čeprav negotovost glede datiranja del obeh umetnikov pomeni, da je smer vpliva nejasna. Mantegna je naredil dve veliki gravuri Bitke morskih bogov, on ali njegovi privrženci pa so ustvarili številne druge moške akte, ki so se borili pod različnimi klasičnimi naslovi. Kljub običajnim poskusom umetnostnih zgodovinarjev, v tem primeru tudi Erwina Panofskega, da bi določeno temo za gravuro pripisali določeni osebi ali predmetu, verjetno ni bila nobena predvidena. Dve osrednji figuri oprijemata konce velike verige, kar lahko nakazuje, da jih je treba obravnavati kot gladiatorja.
Vasari je o Pollaiuolu zapisal:
»Akte je dojel moderneje kot mojstri, ki so bili pred njim, in seciral številna telesa, da bi preučeval njihovo anatomijo; in bil je prvi, ki je prikazal način iskanja mišic, da bi lahko imele pravo obliko in mesto v njegovih figurah; in od teh ... je graviral bitko.«
Po drugi strani se domneva, da je imel Leonardo da Vinci delno v mislih Pollaiuola, ko je zapisal, da umetniki ne bi smeli:
 »naj bodo njihovi akti leseni in brez milosti, tako da se zdijo videti kot vreča oreščkov namesto  površje človeškega bitja ali pa kot snop redkvic in ne kot mišičasti goli moški.«
Nedavni članek nakazuje, da slika prikazuje dvoboj dveh plemičev, ki se je izoblikoval v širše spopadanje nižjih slojev. Nadalje se trdi, da bi sodobniki Pollaiuola prepoznali razliko v družbenem sloju med borci na podlagi razlik v oklepu, orožju in dejanjih. Te in druge označevalce lahko zasledimo v literarnem viru, pravni razpravi Giovannija da Legnana Tractatus de bello, de represaliis et de duello iz konca 14. stoletja.
Nedavna poizvedovanja o pomenu dela tudi kažejo, da je ta izjemna bojna scena vplivala na umetnike tudi po Mantegni. Medtem ko so gole figure idealizirane skozi različne poze, jih je mogoče vedno znova videti v drugih delih, ki so jih izdelali drugi beneški umetniki, kot je Jacopo de' Barbari v svoji Bitki med satiri in moškimi, ki je bila končana tik pred koncem leta 15. stoletje.

## Stanje
Kot večina grafik iz 15. stoletja je tudi Bitka golih mož redka. Edinstven prvi odtis je v sobi grafik Clevelandskega muzeja umetnosti je na splošno sprejet kot najboljši, še približno devetinštirideset je ohranjenih drugih odtisov (posamezni primeri), kar je pravzaprav veliko število za grafike iz 15. stoletja. V tem obdobju je bil tisk še zelo težek, kar je verjetno prispevalo k majhnemu številu ohranjenih odtisov - iz obrabljenega stanja plošče je razvidno, da je bilo natisnjenih veliko število, verjetno v stotinah. Med obema odtisoma ni bistvenih razlik.
Obstoj prvega odtisa se je uresničil šele leta 1967, potem ko je Cleveland odkupil odtis iz Lihtenštajnskega muzeja. Najboljši drugi odtis ima umetniški muzej Fogg na Harvardu; zdi se, da je edini, natisnjen preden je plošča dobila prasko in papir in vodni žig bi se zdelo natisnjen blizu časovnega odtisa v Clevelandu. Za dve kopiji na lesorezu je mogoče dokazati, da sta bili kopirani iz prvega stanja.

## Datacija
Čeprav je večina umetnostnih zgodovinarjev delo datirala v obdobje 1465–1475, je bilo leta 1984 predpostavljeno, da odtis črpa neposredno iz rimske skulpture, za katero je bilo znano, da je bila leta 1489 izkopana v Rimu, Tri satire zadavi kača (danes Gradec, Avstrija). Pollaiuolo je bil v Rimu od leta 1484, kar bi pomenilo, da je bila izdelana tam. Ta predlog ostaja predmet razprave.

## Ohranjeni odtisi
Obstaja petdeset odtisov, za katere je znano, da so bili ohranjeni do leta 1939; njihova distribucija daje zanimiv vpogled v širjenje vrhunskih starih mojstrskih odtisov. Kot pri popisu prebivalstva v Langdaleu leta 2002, jih je v ZDA šestnajst, vsi so očitno prispeli od leta 1890 in večinoma v obdobju 1930–1960. Italija ima devet odtisov, Anglija pet, Pariz pa tri. Leta 1939 jih je bilo v Nemčiji pet, od katerih se zdi, da je bil en med njimi vsekakor uničena med drugo svetovno vojno, drug 'izgubljen' iz Bremna in en po vojni. Drugi odtisi zunaj Evrope so v Melbournu in Ottawi; v Evropi imajo odtise Albertina na Dunaju, Nizozemska (3), Strasbourg (1) in Budimpešta. Dva od treh odtisov v Švici sta edina na svetu, ki sta še vedno v zasebnih zbirkah.